# NGC 835
NGC 835 (również PGC 8228 lub HCG 16A) – galaktyka spiralna z poprzeczką (SBab/P), znajdująca się w gwiazdozbiorze Wieloryba. Odkrył ją William Herschel 28 listopada 1785 roku. Wraz z galaktykami NGC 833, NGC 838, NGC 839 należy do zwartej grupy galaktyk sklasyfikowanej pod nazwami Arp 318 w Atlasie Osobliwych Galaktyk oraz HCG 16 w katalogu Hicksona. Jest galaktyką Seyferta typu 2.